# Sátiro I
Sátiro I (griego antiguo: Σάτυρος A') fue un rey de Bósforo que reinó de 433 a 389 a. C.

## Origen
Diodoro Sículo especifica que Sátiro fue hijo de Espártoco I, contrariamente a su predecesor Seleuco del Bósforo, del que no menciona su parentesco.

## Reinado
Diodoro Sículo concede a Sátiro un reinado de 14 años pero indica que cuando murió «Demóstrates fue nombrado arconte de Atenas», es decir, en 390/389 a. C. Precisa luego que su hijo, Leucón I le sucedió y reinó cuarenta años.Sobre estas bases un poco incoherentes, los historiadores modernos estiman que Sátiro I reinó conjuntamente con Seleuco, que era tal vez su hermano, desde la muerte de su padre putativo en 433, hasta el 393 a. C., y que su hijo Leucón I le sucedió en el 389 a. C. , después de que reinara solo durante cuatro años.
Polieno informa que Sátiro I entró en conflicto con un tal Hecateo, rey de los Sindes — que eran tal vez los ciudadanos de la ciudad de Sindice o Sindos, antiguo nombre de Gorgipia— y su esposa Tirgataó, hija del rey de los «ixomantes», pueblo ubicado cerca del Mar de Azov. Hecateo, vencido, perdió sus Estados y tuvo que esposarse con una hija de Sátiro I, que le pidió previamente que matara a su primera mujer. Trigatao, salvada por su marido, se refugió en el reino de los ixomantes, donde se convirtió en la esposa del sucesor de su padre. Con este último, levaron numerosas tropas y devastaran los reinos de Sátiro y de los sindos, hasta que ambos reyes fueron obligados a solicitar la paz y enviaron a Metrodoro, uno de los hijos de Sátiro, como rehén. Sátiro I estaba empeñado en vengarse de Tirgataó y envió dos trásfugas encargados de matarla. Ambos hombres fracasaron en su atentado y confesaron el complot a la reina, que mató a su rehén y reanudó la guerra. Sátiro I murió de tristeza y fue uno de sus hijos y sucesores, Gorgipo, quien imploró y obtuvo finalmente la paz de la terrible reina.

## Descendencia
Además de Leucón I, el sucesor nombrado por Diodoro Sículo,Polieno menciona una hija anónima, esposa de Hecateo, rey de los sindos, y otros dos hijos de Sátiro I: Metrodoro, dado en rehén, y Gorgipo, que sucedió a su padre en la parte asiática del reino y tuvo que implorar clemencia a la reina Tirgataó y enviarle presentes para obtener la paz.